# Македонска академия на науките и изкуствата
Македонската академия на науките и изкуствата (на македонска литературна норма: Македонска академија на науките и уметностите – МАНУ) е научна организация в Република Северна Македония, създадена на 23 февруари 1967 година.

## Членове
Членовете на академията се избират на всеки 3 години от Централното събрание на Академията. От създаването си академията има 154 членове. Академията има и 3 почетни членове – Коле Чашуле, Йосип Броз Тито и Едвард Кардел.

## Научни центрове
Към Македонската академия на науките и изкуствата има 5 научни центъра:
- Център за генетично инженерство и биотехнологии
- Център за енергетика, информатика и материали
- Център за ареална лингвистика
- Център за лексикографски изследвания
- Център за стратегически изследвания

## Председатели
- Блаже Конески (1967 – 1975)
- Михайло Апостолски (1976 – 1983)
- Йордан Попйорданов (1984 – 1991)
- Ксенте Богоев (1992 – 1999)
- Георги Евремов (2000 – юни 2001)
- Матея Матевски (юли 2001 – 2003)
- Цветан Грозданов (2004 – 2007)
- Георги Старделов (2008 – 2011)
- Владо Камбовски (2012 – 2015)
- Таки Фити (2016 – 2019)
- Любчо Коцарев (2020 –)

## Международно сътрудничество
МАНИ е член на CEN (Мрежата на академиите от Централна и Източна Европа) и SEEA (Академии от Югоизточна Европа).